# Harald Ehrig
Harald Ehrig   (Zwickau, 6 de novembre de 1949) és un corredor de luge alemany, ja retirat, que va competir sota bandera de la República Democràtica Alemanya durant la dècada de 1970.
El 1972 va prendre part en els Jocs Olímpics d'Hivern de Sapporo, on guanyà la medalla de plata en la prova individual del programa de luge. En el seu palmarès també destaquen dues medalles de bronze al Campionat del món de luge i una d'or i una de plata al Campionat d'Europa.